# كلارا تومسون
كلارا تومسون (بالإنجليزية: Clara Thompson)‏ هي محللة نفسانية وطبيبة نفسية أمريكية، ولدت في 3 أكتوبر 1893 في بروفيدنس في الولايات المتحدة، وتوفيت في 20 ديسمبر 1958 في نيويورك في الولايات المتحدة.